# Valentinus Otho
Valentinus Otho ou Valentin Otto (nascido provavelmente em Magdeburgo, ca. 1550 — Praga, 8 de abril de 1603) foi um matemático e astrônomo alemão.

## Obras
- Opus Palatinum de Triangulis
- De triangulis globi sine angulo recto libri quinque